# Imposição de mãos

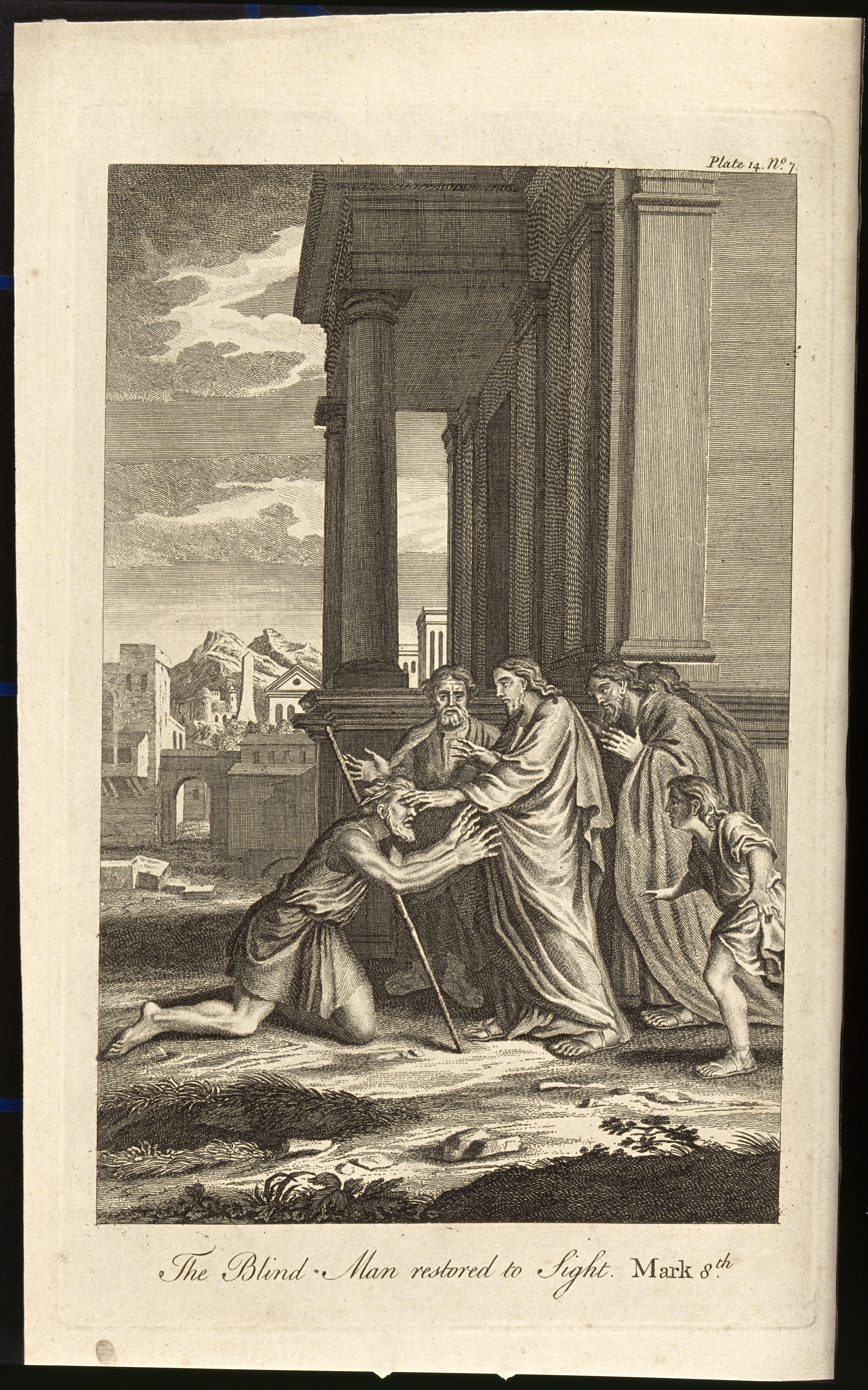
Jesus teria curado um cego através da imposição de mãos

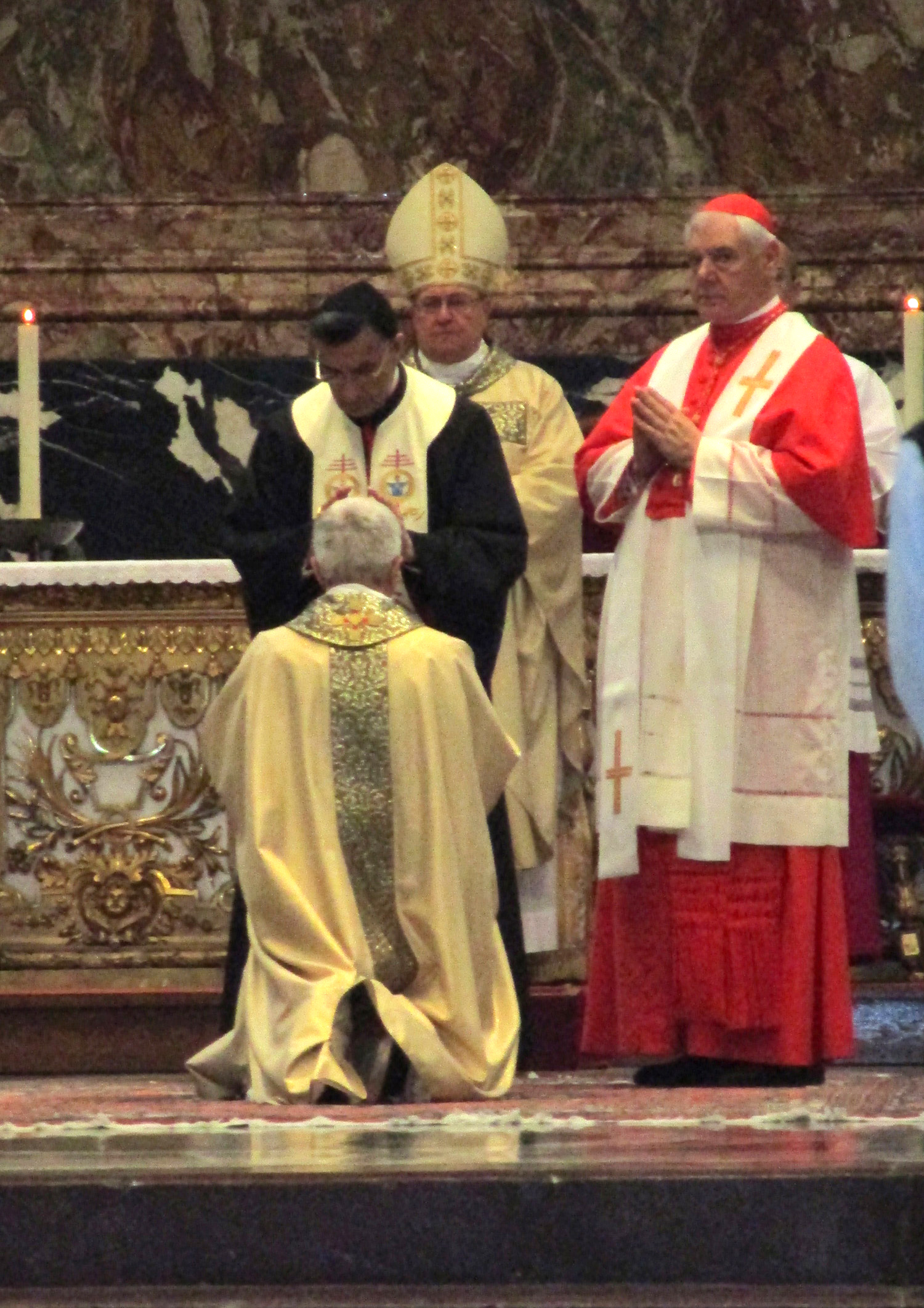
Ordenação episcopal de um bispo pelo patriarca maronita, que impõe as mãos na cabeça do bispo (2014)

A Imposição de mãos é um ritual religioso que acompanha certas práticas religiosas e que é encontrado em todo o mundo sob diferentes formas.

## Cristianismo

### Catolicismo
Na Igreja Católica, desde as primeiras comunidades até hoje — e especialmente regulamentado no Concílio de Trento — permanece sendo utilizado nas ordenações.
Ministravam curas e ordenavam (isto é, conferiam o Sacramento da Ordem) os fiéis como novos missionários, diáconos, presbíteros, e bispos.
Na Igreja Latina, o termo imposição das mãos é referido como impositio manuum.

### Cristianismo evangélico

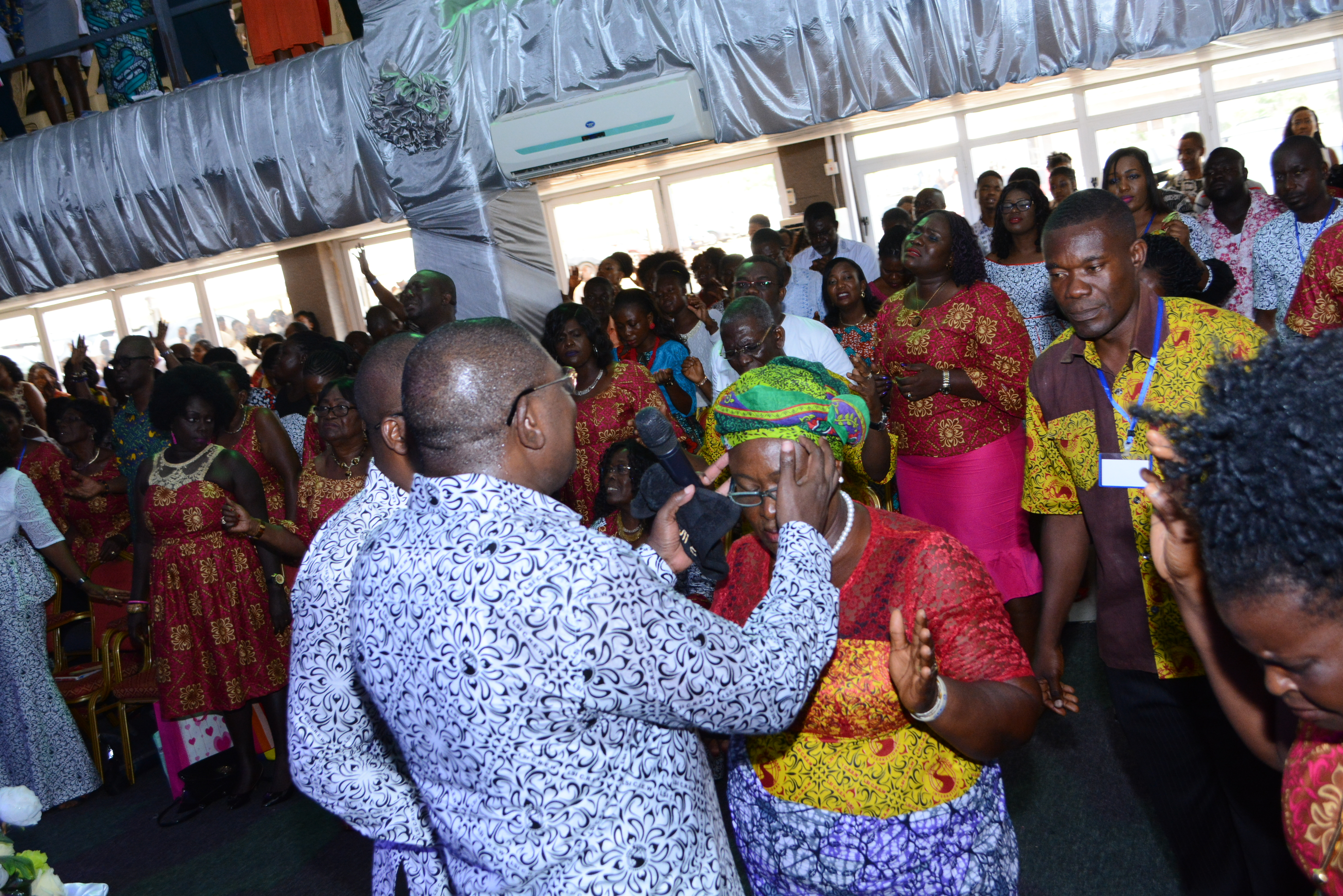
Imposição de mãos para a cura na Igreja Living Streams International Church, Accra, Gana, 2018

Nas igrejas evangélicas a imposição de mãos ocorre para a ordenação pastoral. Nas Igrejas Batistas, ocorre após batismo do crente. Essa é uma das duas coisas que foram adicionadas na Confissão Batista da Filadélfia em 1742. Nas igrejas Pentecostais, esse gesto ocorre durante as orações por cura pela fé.

### Igreja Messiânica Mundial
Também é utilizada pela Igreja Messiânica Mundial, movimento religioso fundado em 1935 no Japão por Mokiti Okada, chamado pelos discípulos da Igreja como Meishu-Sama, na oração silenciosa denominada Johrei (em tradução literal, "Purificação do Espírito"), onde, conforme a orientação da igreja, o membro da Igreja canaliza a luz divina para o corpo de outra pessoa, com intuito de purificar seu espírito, e, assim, conduzí-la a um estado de verdadeira felicidade. Ainda conforme a Igreja, o recebimento periódico de Johrei tem o benefício de transformar a desarmonia espiritual em harmonia, e de fortalecer o espírito humano para ultrapassar os desafios da vida.

### A Igreja de Jesus Cristo dos Santos dos Últimos Dias
No A igreja de Jesus Cristo dos Santos dos últimos dias, utiliza-se a imposição de mãos para curar, ordenar a cargos na igreja, conferir o Espírito Santo, conferir os sacerdócios em seus respectivos ofícios, conferir bênçãos específicas e a Benção Patriarcal. No "ritual" de cura é utilizado um óleo chamado de Óleo Consagrado.[carece de fontes?]

## Espiritismo
Passe:
No Espiritismo de Allan Kardec, a imposição de mãos é administrada através do passe espírita, onde um indivíduo, que recebe o nome de passista, canaliza sobre outra pessoa fluidos ou energias benéficos, oriundos do próprio passista, de bons espíritos, ou ainda de ambas as fontes.
Reiki:
É a base da terapia Reiki, que consiste em canalizar a energia vital pela imposição das mãos para a cura física dos que a recebem, desenvolvida em 1922 pelo Dr. Mikao Usui, e introduzida nos Estados Unidos da América por volta de 1940 pela Sra. Hawayo Takata, uma estadunidense de origem japonesa. Nesse caso, não há conotação religiosa.
Johrei:
Johrei é uma imposição de mãos que, segundo acreditam seus praticantes, é capaz de levar a Luz Purificadora de Deus às pessoas que o recebem e o ministram. Meishu-Sama em seus ensinamentos diz que o Johrei visa a eliminação das máculas (pecados) que estão no espírito das pessoas que praticam, advindas de maus pensamentos, más palavras e más ações, que através dessa purificação permitido pelo Johrei, seriam eliminadas e consequentemente se obteria progressivamente mais saúde, prosperidade e paz. Essa comunicação se dá através da imposição das mãos, pelos membros da Igreja Messiânica Mundial. A canalização dessa energia espiritual foi idealizada e concretizada por Meishu-Sama, fundador da Igreja Messiânica Mundial. Esta palavra de origem japonesa, é composta dos ideogramas: 浄 "Joh" (purificar) e 霊 "Rei" (espírito). Em síntese, significa "Purificação do espírito". Em essência consiste no ato de purificar o espírito do Homem pela energia espiritual do fogo, segundo os Messiânicos, elemento predominante na Luz de Deus.
Dentre os seguidores de Meishu-Sama, o Johrei é considerado a Luz Divina, emanada de Deus através de Meishu-Sama que é transmitida pelos membros da Igreja com o objetivo de purificar o espírito, através da eliminação das máculas espirituais, que são a causa dos sofrimentos humanos.

## Usos como terapia alternativa
Em 2018, no Brasil, o Ministério da Saúde, incluiu a sua prática no Sistema Único de Saúde (SUS), como parte da Política Nacional de Práticas Integrativas e Complementares (PNPIC).